# Список персонажей серии книг «Плоский мир»
«Плоский мир» (англ. Discworld — букв. «Мир-диск») — серия книг Терри Пратчетта, написанных в жанре юмористического фэнтези.
Ниже представлен список персонажей серии произведений из цикла «Плоский мир». Список включает имена как основных, так и второстепенных действующих лиц.

## Космология
| Имя | Пол        | Раса                | Род занятий | Регион | Роль в экранизации |
| --- | ---------- | ------------------- | ----------- | ------ | ------------------ |
| Великий А’Туин (англ. Great A'Tuin) | неизвестен | гигантская черепаха |             |        | нет                |
| Великий А’Туин (англ. Great A'Tuin) — представитель вымышленного редкого вида гигантских черепах (лат. Chelys galactica), что обитает в открытом космосе. С описания А’Туина начинается первый роман цикла — «Цвет волшебства». На спине черепахи стоят четыре гигантских слона, которые, в свою очередь, держат на спинах огромный Диск, покрытый голубым куполом атмосферы (первоначально слонов было пять, но один не удержался на спине черепахи и, пролетев по орбите вокруг неё, врезался в Диск). Слонов зовут Берилия (англ. Berilia), Тьюбул (Tubul), Великий Т’Фон (Great T’Phon) и Джеракин (Jerakeen). Согласно «теории Пятого слона», А’Туин медленно плывет сквозь космос по одному ему (или ей) известному курсу. Было высказано много гипотез о том, куда направляется звёздная черепаха, и что произойдет с жизнью на Плоском мире, когда он (или она) достигнет конечного пункта следования, но никому ещё не удалось получить хоть каких-нибудь доказательств, подтверждающих эти теории. Специально обученные волшебники-телепаты, прошедшие курс тренировки на гигантских морских черепахах, пытались прочитать мысли А’Туина, но их попытки так и не увенчались успехом, поскольку мозг Великой Черепахи функционирует в космической временной шкале. Тем не менее, телепатам удалось прочитать мысли слонов и установить, что им ужасно скучно и у них болят спины. Пол Великого А’Туина неизвестен, хотя на протяжении столетий учеными и философами предпринимались многочисленные попытки ответить на этот вопрос. Ученые островного государства Крулл, расположенного около самого Края Диска, построили специальный корабль, который они намеревались спустить с Края, дабы установить пол А’Туина экспериментальным путём (эксперименту помешали неудачливый волшебник Ринсвинд и первый турист Плоского мира Двацветок, которые фактически угнали этот космический корабль). Существует гипотеза, что первые Великие Черепахи были сотворены Создателем. Впоследствии они стали размножаться естественным путём. В результате закономерно случайных событий выяснилось, что А’Туин направлялся к месту, где в космосе плавают восемь черепашьих яиц. Чтобы черепашки смогли вылупиться, необходимо было произнести восемь заклинаний из волшебной книги «Октаво». Достигнув гнезда, он (или она) дождался, пока из яиц не вылупятся крошечные черепашки, каждая со слонами и собственным диском на спине, и затем продолжил свой путь сквозь время и пространство. Интересные факты - Представления о Земле как Диске известны мифологии разных религий (см. статью Плоская Земля). Так, в индуизме и перенявшем его концепцию мира буддизме, земля людей — Джамбудвипа — является гигантским диском, в центре которого расположена священная гора Меру, вершина мира и обитель богов; вокруг её собственной вершины вращаются солнце, луна и звёзды, а все материки являются всего лишь её склонами. Края диска окружены океаном, которому не даёт перелиться в пустоту кольцо непроходимых гор. - Упоминание о мировой черепахе со схожим именем — Матурин — встречается в цикле книг Стивена Кинга «Тёмная башня». |            |                     |             |        |                    |

## Сверхъестественные создания
Сверхъестественные создания появились одновременно с зарождением вселенной. Они существуют независимо от того верят в них или нет, и они обладают подлинным бессмертием. Они более могущественны, чем боги, созданные верой мыслящих существ, но как правило, их сверхъестественные способности ограничены рамками тех обязанностей, которые они выполняют в этом мире.
Список сверхъестественных созданий
| - Азраель - Аудиторы реальности - Бугимен - Бэл-Шамгарот - Валькирии - Война - Время - Големы - Голод | - Джек-Мороз - Зимовой - Зубная фея - Музыка - Песочный Человек - Призывающая Тьма - Роитель - Санта-Хрякус | - Смерть - Создатель Диска - Создатель ХХХХ - Old Man Trouble - Так — создатель гномов - Ужас и Паника — дети Войны - Хаос - Чума |

### Старейшие
Старейшие (англ. Old High Ones) — самые древние и могущественные существа, управляющие работой мультивселенной. На Плоском Мире о них практически ничего не известно. Неясные упоминания о них встречаются в некоторых древних религиях, но единственное, что можно сказать о них точно — что их насчитывается всего восемь. В книгах встречается имя лишь одного из них — Азраель, который, предположительно, является боссом Смерти: «Смертей — миллиарды, но все они являются воплощениями. Они — воплощения Азраила, Того Кто Притягивает К Себе Всё И Вся, Смерти Вселенных, начала и конца времени…». Трудно объяснить, в чём конкретно заключается роль Старейших. Похоже, что главная их обязанность — наблюдать за всем происходящим, чтобы наблюдаемые события действительно произошли. Возможно, проще будет сказать, что вселенная существует потому, что они в неё верят.
Слуги Старейших — Создатель Диска, Смерть, Время, Хаос и аудиторы реальности.

### Антропоморфные персонификации
Люди склонны придавать любым природным явлениям человеческую форму и личностные характеристики. К сверхъестественным созданиям Плоского Мира относятся и так называемые антропоморфные персонификации, которые непосредственно воздействуют на ткань реальности, приводя к тому, что олицетворяемое ими явление происходит. Своим существованием в определённой форме АП обязаны человеческой вере и воображению. Но, в то же время, их нельзя назвать богами, поскольку, в отличие от богов Плоского мира, персонификации олицетворяют явление, существующее независимо от веры людей в них. В данном случае вера определяет форму проявления персонификации, а не её возможности и могущество.
К антропоморфным персонификациям относятся: Смерть, Время, Хаос, Война, Голод, Чума.
| Имя | Пол     | Раса                          | Род занятий | Регион            | Роль в экранизации    |
| --- | ------- | ----------------------------- | ----------- | ----------------- | --------------------- |
| Смерть (англ. Death) | мужской | антропоморфная персонификация | Смерть      | Территория смерти | Иэн Ричардсон (голос) |
| Смерть — антропоморфная персонификация Смерти на Плоском мире. В отличие от большинства миров, Смерть на Плоском мире мужского пола. |         |                               |             |                   |                       |
| |         |                               |             |                   |                       |
| Время (англ. Time) | женский | антропоморфная персонификация |             |                   | нет                   |
| Самая таинственная и загадочная антропоморфная персонификация на Диске. Несмотря на то, что время присутствует в каждой точке пространственно-временного континуума, мало кто может похвастаться тем, что видел её. Она появляется в виде красивой молодой женщины с длинными темными волосами. Тысячи лет назад монах по имени Когд Вечно Изумленный с таким увлечением изучал феномен времени, что она лично явилась к нему и они полюбили друг друга. Когд покинул монастырь Исторических монахов, который сам и основал, и они ушли жить в стеклянный дворец с бесконечным количеством комнат, в каждой из которых содержится одно совершенное мгновение. У Времени и Когда родился сын в двух версиях, что возможно лишь в таком месте, как стеклянный дворец и у такой матери, как само Время. Оба ребёнка попали в Анк-Морпорк, и в результате событий книги «Вор времени» обе версии объединились в одну личность. Время отошла от дел, передав свои обязанности сыну. И с тех пор новая персонификация времени представляет собой молодого мужчину. |         |                               |             |                   |                       |
| |         |                               |             |                   |                       |
| Зимних дел мастер | мужской | антропоморфная персонификация |             |                   | нет                   |
| Его ещё также называют Зимовой — олицетворение снега, льда и морозов. Зимовой — элементаль льда, то есть стихия. Его нельзя считать полноценным богом, что, с другой стороны, является несомненным преимуществом, так как его существование не зависит от веры людей в него. Основное занятие Зимового — создавать снежинки и нести снежные тучи по всему Диску, где зимы достаточно холодные. Он также устраивает снежные бури и метели. Первоначально он являлся лишь снежным вихрем с серыми глазами с пурпурными зрачками. Но постепенно он научился принимать человеческую форму, с такими же серо-пурпурными глазами. В течение лета Зимовой спит в пещере где-то среди вечных снегов Овцепикских гор. В Овцепикских горах существует традиция поздней осенью танцевать специальный танец — Темный Моррис, приглашающий и приветствующий зиму. Зимний Моррис танцуют шесть танцоров, одетых в чёрное. В отличие от летнего Морриса, зимний танцуется в лесу, без музыки и без зрителей, кроме пары свидетелей, обычно ведьм. Также, как и в летнем Моррисе, в зимнем Моррисе танцоры оставляют место для невидимого танцора — госпожи Лето. Зимний и летний Моррисы единственное время, когда лето и зима почти пересекаются. Тем не менее, они никогда не видели друг друга. |         |                               |             |                   |                       |
| |         |                               |             |                   |                       |
| Санта-Хрякус (англ. Hogfather) | мужской | антропоморфная персонификация |             |                   | Шенд                  |
| Антропоморфная персонификация Зимы. Иногда его также называют богом Зимы. Однако, поскольку он олицетворяет собой определённое природное явление, существующее независимо от веры в него, то его нельзя отнести к «чистым» божественным сущностям. В незапамятные времена люди начали приносить жертву духу зимы в самое темное время года, чтобы он смилостивился и уступил место теплому сезону. Это было мрачное божество, чей приход был ознаменован алыми пятнами крови на белом снегу. Первоначально он появлялся в образе дикого вепря. Затем, в силу присущего человечеству стремления придавать всем разумным сущностям человекообразный вид, он приобрел человеческую форму — сначала это был здоровенный мужчина с обнаженным торсом и окровавленными руками, который забирал уготовленную ему жертву. Но постепенно, по мере развития общества, дух зимы приобретал все более и более «цивилизованный» вид. Пока не стал тем, кем он является сейчас — жизнерадостным толстяком с белоснежной бородой, постоянно восклицающим «Хо, хо, хо!». Весь год он проводит с своем белом дворце, построенном из гигантских свиных костей, покидая его лишь в ночь на Страшдество на санях, запряжённых четверкой диких кабанов с мешком подарков. Он дарит хорошим детям связки сосисок и куски ветчины. Плохие дети получают мешок костей. Его ездовых кабанов зовут Клыкач, Долбач, Рвач и Мордач. В настоящее время сосиски и ветчина эволюционировали в мешок с игрушками. Дети развешивают свои носки на каминной решетке и оставляют для Санта-Хрякуса бокал вина и пирог со свининой на каминной полке. |         |                               |             |                   |                       |

### Создания тьмы
Создания из Подземельных Измерений, попавшие в этот мир и нашедшие свой способ существования в нём. Их нельзя отнести ни к богам, ни к демонам, поскольку их существование не зависит от веры в них. К ним нельзя применять мерки людской морали, они не являются ни злом, ни добром, но являются противоположностью и того, и другого. Они представляют совершенно непостижимые аспекты реальности, сопротивляющиеся самим попыткам человечества придать им опознаваемые формы.
Самым известным таким созданием является Бэл-Шамгарот. Кроме того, в книге «Творцы заклинаний» упоминаются К’хулаген (англ. C'hulagen) и Тот, Что Внутри (англ. The Insider), а в книге «Движущиеся картинки» упоминаются так же Шуп-Аклатеп (англ. Tshup Aklatep) — явная пародия на Шаб-Ниггурата, и Йоб-Шоддот (англ. Iob-Shoddoth), предположительно — пародия на Йог-Сотота.
| Имя | Пол     | Раса                               | Род занятий | Регион | Роль в экранизации |
| --- | ------- | ---------------------------------- | ----------- | ------ | ------------------ |
| Бел-Шамгарот | мужской | создание из Подземельных Измерений |             |        | нет                |
| Один из мрачных богов, описанных в книге Некротеликомникон — книги, известной некоторым свихнувшимся посвящённым под своим истинным названием — «Liber Paginarum Fulvarum» (с лат. — «Книга Жёлтых Страниц»). Предположительно, в этой книге описываются создания из Подземельных Измерений и Бэл-Шамгарот одно из таких созданий, попавших в Плоский мир и сумевших выжить на нём. Он также известен как Пожиратель Душ, Изменяющий Души, Насылатель Восьми. Он не является Злом, потому что даже Зло обладает некоей жизненной силой. Нет, Бэл-Шамгарот — это оборотная сторона монеты, на которой и Добро и Зло находятся на противоположной стороне. Это чёрное создание, состоящее из сплошных щупалец, жвал, присосок и одного, гигантского глаза. У него есть храм, который упоминается в «Цвете волшебства». Как и многие святилища Плоского Мира, этот храм изнутри имеет большие размеры, чем снаружи. В нём очень много коридоров, залитых светом настолько фиолетовым, что он кажется почти чёрным, их стены покрыты исключительно отвратительными барельефами и в них то тут, то там попадаются разобранные на части скелеты. Странные, восьмигранные кристаллы закреплены через равные промежутки на стенах и потолке. Неприятное свечение, исходящее от них, не столько озаряет, сколько подчеркивает темноту. Пол представляет собой сплошную мозаику из восьмиугольных плиток, стены и потолки коридора переломлены под таким углом, что, у коридора получается восемь граней. Даже камни, виднеющиеся из-под штукатурки там, где она отвалилась, и те восьмигранные. Все проходы ведут в центр, в просторную восьмиугольную комнату с восемью выходами, освещенную странным фиолетовым цветом. В комнате есть невысокий алтарь с восемью гранями, но в её центре лежит огромная каменная плита с восемью сторонами (конечно же), слегка наклоненная. В настоящее время этот храм заброшен и о Бел-Шамгароте напоминает лишь название Молодёжной Ассоциации — «Young Men’s Reformed-Cultists-of-the-Ichor-God Bel-Shamharoth Association». Также, как Некротеликомникон пародирует «Некрономикон» Говарда Лавкрафта, Бэл-Шамгарота можно назвать пародией на сразу двух божеств из лавкрафтовских книг — Ктулху и Йог-Сотота, которого как и Бэл-Шамгарота называют «Пожирателем Душ». |         |                                    |             |        |                    |
| |         |                                    |             |        |                    |
| Призываемая Тьма | мужской | псевдодемоническое существо        |             |        | нет                |
| Впервые это сверхъестественное создание встречается в книге «Шмяк!». Это псевдодемоническое существо, насчитывающее несколько миллионов лет. Предположительно, оно появилось ещё до возникновения миров. Когда в самом начале всего сущего, первичное мыслящее облако сконденсировалось в различных богов и демонов, и также в души всяких мыслящих существ, оно было среди тех, кто никогда даже не приближался к месту конденсации. Таким оно и осталось во вселенной, не имеющим целей, задач, не стремящееся к соединению. Частица ветреного свободного существования, заполняющая то, что она находила подходящим. Разновидность изощренных дум, ищущих себе подходящий мозг. В последние десять тысяч лет Призываемая Тьма стала олицетворять собой Месть. Она призывается специальной руной, которая должна быть написана кровью умирающего, жаждущего мести. Руна имеет вид большого глаза с хвостом. Призываемая Тьма находит избранника, который будет осуществлять месть, вселяется в него и руководит им. |         |                                    |             |        |                    |

### Прочие сверхъестественные создания
| Имя | Пол        | Раса                        | Род занятий | Регион       | Роль в экранизации |
| --- | ---------- | --------------------------- | ----------- | ------------ | ------------------ |
| Музыка (англ. Music) | неизвестен | сверхъестественное существо | музыка      |              | нет                |
| Самое непонятное сверхъестественное существо во всём плоском мире. Музыка описывается в книге «Роковая музыка». Никто из людей не видел её, только воплощение. Музыка существовала всегда и звуками, которыми сопровождалось зарождение мира, был ритм. Она могла продлевать жизнь своим избранникам, но в библиотеке Смерти в жизнеописании избранника описывалась их смерть, а потом писались лишь ноты. |            |                             |             |              |                    |
| |            |                             |             |              |                    |
| Создатель ЭксЭксЭксЭксa | мужской    | сверхъестественное существо | создатель   | ЭксЭксЭксЭкс | нет                |
| Создатель ЭксЭксЭксЭксa — один из Создателей, творцов Вселенной. С ним встречаются волшебники Незримого Университета, попав за тридцать тысяч лет в прошлое, когда он создавал четвёртый континент (события книги «Последний континент»). Предположительно, что это уже другой Создатель, а не тот, который сотворил весь Диск. Старик с чёрной, как ночь, кожей. Он носит с собой кожаный мешок, в котором хранит свои инструменты, необходимые для созидательного процесса. Неизвестно, как именно он создавал континент, но он заселил его растениями и животными, рисуя их изображения охрой, углем и другими подручными средствами, на каменной стене. |            |                             |             |              |                    |

## Волшебники Плоского мира
| Имя | Пол     | Раса      | Род занятий                                    | Регион            | Роль в экранизации         |
| --- | ------- | --------- | ---------------------------------------------- | ----------------- | -------------------------- |
| Альберт (англ. Albert) | мужской | человек   | волшебник                                      | Территория Смерти | Дэвид Джейсон              |
| Альберт, настоящее имя Альберто Малих (Alberto Malich), титулуемый Мудрым — один из величайших волшебников Плоского мира. Автор справочника по теории волшебства «Книга Волшебства Альберта Малиха». Он также основал Незримый университет (в некоторых переводах — Невидимый университет) и стал его первым аркканцлером. Это событие датируется 1222 годом по тогдашнему исчислению. В настоящее время принято другое исчисление, и год основания университета стал считаться Первым годом по Анк-Морпоркскому календарю. Через семь полных или семнадцать половинных лет после основания университета Альберт провел ритуал АшкЭнтэ задом наперёд и оказался во Владениях Смерти. Великий маг полагал, что проведение обряда вызова Смерти в обратном порядке отодвинет смерть как можно дальше от него, но он ошибся — в результате он сам оказался «вызванным» в пространство между измерениями, где обитает Смерть. В реальном мире от него осталась лишь его аркканцлерская шляпа. Волшебники Незримого Университета поставили в честь величайшего мага статую с надписью «Нам больше не увидеть иго светлый лик», на которой многие поколения студентов тренировали своё остроумие, покрывая её другими надписями, не всегда приличного содержания. Во время событий книги «Мор, ученик Смерти» статуя была разрушена при таких обстоятельствах, что нынешний преподавательский состав решил отлить новую статую из золота и установить её в подвале, запереть дверь, выбросить ключ и замуровать вход. Альберт быстро нашёл себе занятие по душе, став слугой Смерти и получив в качестве платы нечто вроде бессмертия, поскольку во Владениях Смерти время не течёт, «оно всегда настоящее», и один и тот же день используется снова и снова. После своей кончины Альберт, вероятно, встретится с многочисленными врагами, не все из которых ходят на двух ногах. Поэтому, его вполне устраивает вечное служение Смерти. В доме Смерти он ведёт себя так, словно дом на самом деле принадлежит ему, а реальный хозяин это нечто, с чем приходится мириться, вроде облезающей краски или пауков в уборной. Смерть, похоже, ничего не имеет против такой позиции. Словно всё, что должно быть сказано между ним и Альбертом, было сказано давным-давно. И теперь каждый занимается своим делом с минимумом неудобств в процессе. Несмотря на то, что Альберт живёт уже более двух тысяч лет, ему по-прежнему шестьдесят семь. Под своей кроватью он хранит самое дорогое, что у него есть — свой жизнеизмеритель. Когда он возвращается в реальный мир, время для него снова начинает течь, и он старается расходовать его очень экономно. В основном, он тратит его на походы по магазинам, закупая необходимые для жизни вещи, которые его хозяин не в состоянии сотворить правильным образом (например мыло, полотенца или сантехнику). Тем не менее, он пару раз выходил в «большой свет», чтобы помочь Смерти, попавшему в затруднительные обстоятельства. В реальном мире ему осталось жить всего 91 день, 3 часа и 5 минут. Альберт производит впечатление безобидного сгорбленного старичка, что в очередной раз доказывает, каким обманчивым бывает первое впечатление. На самом деле это высокий, худой, жилистый старик, физически довольно сильный. У него красный нос, с кончика которого всегда свисает капля. Имя этого персонажа — аллюзия на Альберта Великого. Действующий персонаж в следующих книгах: - Мор, ученик Смерти - Мрачный Жнец - Роковая музыка - Санта-Хрякус |         |           |                                                |                   |                            |
| |         |           |                                                |                   |                            |
| Наверн Чудакулли (англ. Mustrum Ridcully) | мужской | человек   | волшебник, аркканцлер Незримого Университета   | Анк-Моркпорк      | Джосс Экленд / Тимоти Уэст |
| Наверн Чудакулли — аркканцлер Незримого университета, первый кто пробыл на этом посту больше года со дня избрания. |         |           |                                                |                   |                            |
| |         |           |                                                |                   |                            |
| Библиотекарь Незримого Университета (англ. The Librarian of Unseen University) | мужской | орангутан | волшебник, библиотекарь Незримого Университета | Анк-Моркпорк      | нет                        |
| Библиотекарь Незримого Университета (англ. The Librarian of Unseen University). Изначально Библиотекарь был человеком (по слухам его звали Гораций Ворблхат, хотя это может оказаться неправдой), но в книге «Безумная звезда» в результате магического несчастного случая превратился в орангутана. Это большой, рыжий самец, весящий примерно 300 фунтов (около 140 кг). От предложений перевоплотить его обратно отказывается. Говорят, что для превращения Библиотекаря в человека, необходимо знать его подлинное имя, но все записи в университетских книгах, касающихся его личности, загадочно исчезли. Единственным человеком, помнящим имя Библиотекаря, является Ринсвинд. Библиотекарь сохранил свой пост, поскольку, во-первых, является единственным существом, которое знает, где какие книги лежат, и, во-вторых, может свернуть голову любому лёгким движением ног. Со временем волшебники настолько к нему привыкли, что, если бы кто-нибудь рассказал им об орангутане в библиотеке, они пошли бы расспрашивать Библиотекаря, не видел ли он чего. Известен своей нетерпимостью к тем, кто называет его «обезьяной». Обычно такие люди не успевают договорить слово до конца. Любит бананы. Дружелюбен. Любит проводить время в таверне «Залатанный Барабан», поедая орешки. Он обустроил себе гнездо прямо посреди Библиотеки, выложив его книгами. Когда Библиотекарь не в духе, он прячется в своем гнезде под старым, изодранным одеялом и лучше его в такие моменты не беспокоить. Раз в месяц он перелезает через стену частного зверинца Патриция и проводит там некоторое время, разглядывая животных, что является несколько странным, поскольку в зверинце нет и никогда не было орангутанов. Обычно он довольствуется своей шерстью и ходит, если можно так сказать, обнаженным. Но когда он принимает ванну или обстоятельства взывают к скромности, он надевает зелёный халат. Он трепетно относится к книгам, но читатели действуют ему на нервы. Ему нравятся люди, демонстрирующие любовь и уважение к книгам. Такие люди, по его мнению, скорее оставят книгу в покое на полке, там, где ей предписано быть самой Природой, а не заберут её с собой. Библиотекарь воспринимает нынешнего главу Незримого Университета Наверна Чудаккули, как лидера стаи, признавая его доминирующее положение, несмотря на то, что сам способен голыми руками связать толстый железный прут в узел. Как следует из книги «К оружию! К оружию!», Библиотекарь обожает быть ша́фером на свадьбах, потому что невесте приходится целовать его. Он был ша́фером на свадьбе Маграт Чесногк и Веренса Второго. Помимо прочего, является Почётным стражником Анк-Морпорка. |         |           |                                                |                   |                            |
| |         |           |                                                |                   |                            |
| Ринсвинд (англ. Rincewind the Wizzard) | мужской | человек   | волшебник                                      | Анк-Моркпорк      | Дэвид Джейсон              |
| Ринсвинд — волшебник-недоучка. Основной действующий персонаж серии книг про волшебников. До начала своих приключений работал помощником Библиотекаря в Библиотеке Незримого Университета. В настоящее время он исполняет обязанности профессора Жестокой и Необычной Географии (англ. Egregious Professor Of Cruel And Unusual Geography). |         |           |                                                |                   |                            |

## Городская стража Анк-Морпорка
| Имя | Пол     | Раса     | Род занятий                     | Регион       | Роль в экранизации   |
| --- | ------- | -------- | ------------------------------- | ------------ | -------------------- |
| Сэмюэль Ваймс (англ. Samuel Vimes) | мужской | человек  | Командор Городской стражи       | Анк-Моркпорк | нет                  |
| Его светлость, Герцог Анкский, командор Сэр Сэмюэль Ваймс — командор Городской стражи, стремительно развивающейся полиции Анк-Морпорка. Его взлёт от спившегося, отчаявшегося патрульного до уважаемого члена городской аристократии и параллельный расцвет Стражи под его командованием составляют одну из основных сюжетных линий серии книг о Плоском мире. Рождённый в нищете, Ваймс был посвящён в рыцари, а впоследствии стал герцогом. Женат на леди Сибилле Овнец, самой богатой женщине Анк-Морпорка, и имеет сына Сэма-младшего. |         |          |                                 |              |                      |
| |         |          |                                 |              |                      |
| Моркоу Железобетонссон (англ. Carrot Ironfoundersson) | мужской | человек  | Капитан Городской стражи        | Анк-Моркпорк | нет                  |
| Моркоу Железобетонссон — человек могучего телосложения, воспитанный гномами. Считает себя гномом. Дослужился до звания капитана Городской стражи. Обладает невероятной харизмой и поэтому, является самым популярным обитателем Анк-Морпорка. Ходят неистребимые, но не подтверждённые Моркоу слухи о том, что он является законным наследником престола Анк-Морпорка. Состоит в романтических отношениях со своею коллегой по службе — сержантом Ангвой фон Убервальд. |         |          |                                 |              |                      |
| |         |          |                                 |              |                      |
| Шнобби Шноббс (англ. Nobby Nobbs) | мужской | человек  | Старший капрал Городской стражи | Анк-Моркпорк | Николас Теннант      |
| Сесил Уормсборо Сент-Джон Шноббс — старший капрал Анк-Морпоркской Городской Стражи. На высоком каблуке его рост составляет 4 фута (121,92 см). Очень худой и кривоногий, а его мускулы похожи на тонюсенькие резиночки. Страдает кожной болезнью (лицо Шнобби выглядит так, словно кто-то играл на нём в крестики-нолики). Бо́льшую часть своей жизни проводит в ржавых доспехах. Даже новые доспехи быстро подвергаются коррозии от соприкосновения с телом Шнобби. Несмотря на отталкивающую внешность и привычки, Шнобби имеет своеобразное обаяние. Он достаточно сообразителен, способен философствовать, склонен сомневаться в общепринятых вещах. Шнобби служит в страже с юности, за все эти годы он так и не продвинулся выше капрала. О том, как Ваймс (он же Джон Киль) принял Шнобби на службу, рассказано в романе «Ночная стража». Тогда Шнобби был беспризорным подростком, не менее беспринципным, чем во взрослой жизни. |         |          |                                 |              |                      |
| |         |          |                                 |              |                      |
| Ангва (англ. Delphine Angua von Überwald) | женский | вервольф | Сержант Городской стражи        | Анк-Моркпорк | Ингрид Бульсё Бердал |
| Дельфина Ангва фон Убервальд — сержант-вервольф в Городской Страже Анк-Морпорка. Впервые появляется в книге «К оружию! К оружию!». Ангва высокая, голубоглазая пепельная блондинка с превосходной фигурой. Во время полной луны она вне зависимости от своего желания превращается в волка с длинной светлой шерстью. В любое другое время может перекидываться по своей воле. В волчьей форме её можно принять за породистого клатчского волкодава. Обладает отличным нюхом и выносливостью, может видеть цвета запахов и эмоций. Ангва является очень практичной и уравновешенной особой. Хотя она и не так цинична, как командор Сэмюэль Ваймс, она уравновешивает наивность своего молодого человека Моркоу. Порой она сомневается в том, такой ли он простодушный, каким кажется. Когда Ангва в человеческом облике, она является строгой вегетарианкой. Становясь же волком, склонна охотиться за курами на фермах, но всегда после этого возвращается и оставляет деньги, потому как считает, что это отличает её от животного. Ангва, как и все её родичи, является оборотнем-вервольфом. Она младшая дочь барона Гая фон Убервальда, также известного как Сереброхвост. Её мать Серафина фон Убервальд, известная как Желтоклык, происходит из знатного орлейского рода Сокс-Блунберг. У неё есть два брата, Вольфганг и Андрей, и ныне покойная сестра Эльза. И Андрей, и Эльза — йеннорки — то есть оборотни, которые не способны менять облик. Эльза застряла в человеческой форме, и Вольфганг убил её, как неполноценного оборотня. Андрей, также йеннорк, но застрявший в обличии волка, сбежал в Борогравию вскоре после убийства Эльзы, не дожидаясь, когда и его постигнет та же участь. Брат Ангвы Вольфганг был психически неуравновешен и жесток. Он верил в идею превосходства ликантропов над остальными расами Плоского мира и считал, что Убервальдом должны править оборотни. Отказавшись разделить взгляды своего семейства, Ангва уехала из Убервальда, решив, что убийство и поедание людей не является её жизненным принципом. Она вступила в Городскую стражу Анк-Морпорка, где познакомилась с капралом Моркоу Железобетонссоном. Несколько позже в стражу вступила гном Шельма Задранец. В то время Ангва думала о возвращении в Убервальд. Она была огорчена, узнав, что Шельма, не подозревая о сущности Ангвы, считает всех оборотней настоящими монстрами. Ангва помогла ей раскрыть своё женское «я», подарив платья и косметику. Они подружились, и Задранец изменила своё мнение об оборотнях. В «Пятом элефанте» Ангва сбегает в Убервальд. Моркоу, в компании пса Гаспода, следует за ней. После стычки с Вольфгангом, в результате которой Моркоу был ранен, Ангва решает вернуться в город. Она участвует в военной операции в книге «Пехотная баллада». В «Держи марку!» упоминается, что её служба в Страже создает многочисленные трудности преступникам. Она также фигурирует в книге «Шмяк!», где приходится соперницей Салли фон Хампединг, нового стражника-вампира. |         |          |                                 |              |                      |
| |         |          |                                 |              |                      |
| Детрит (англ. Detritus ) | мужской | троль    | Сержант Городской стражи        | Анк-Моркпорк | нет                  |
| Детрит — тролль, Стражник города Анк-Морпорк. Начинал свою карьеру наёмным разбойником. Потом работал отшибалой (как вышибала, только тролли посильнее бьют) в «Залатанном Барабане». В книге «Движущиеся картинки» был нанят Достаблем для силового поглощения голывудской компании «Мышиный Век Пикчерз». В то же время он влюбился в Рубину. Она потребовала, чтобы он перестал колотить всех за деньги и нашёл работу получше. Тогда он и присоединился к Городской страже Анк-Морпорка, где подружился с гномом Дуббинсом. Детрит, хотя и не обладает развитым воображением, довольно умен (особенно по тролльским стандартам). В книге «К оружию! К оружию!» он получил от Дуббинса в подарок особый шлем со встроенным вентилятором, который благотворно сказывается на его кремниевых мозгах. Шлем сломался в пустыне Клатча в «Патриоте», однако, был позже починен. Дело в том, что уровень интеллекта троллей крайне зависит от температуры мозга — чем она выше, тем хуже они соображают. В книге «К оружию! К оружию!» Детрит был повышен до констебля. Проявив в полной мере свой лидерские качества, он завербовал в Стражу сразу несколько троллей. Впоследствии он дослужился до сержанта и получил под своё командование Тренировочный центр Городской стражи Анк-Морпорка. В «Пятом элефанте» сопровождал Ваймса в дипломатической поездке в Убервальд в качестве атташе по культуре. В книге «Шмяк!» о Рубине и Детрите говорится как о счастливой, но бездетной паре. В конце книги Детрит усыновляет Кирпича — тролля-подростка, наркомана, который к тому же проходил подозреваемым в деле об убийстве гнома. Действующий персонаж в следующих книгах: - «Стража! Стража!» - «Движущиеся картинки» - «К оружию! К оружию!» - «Маскарад» - «Ноги из глины» - «Патриот» - «Пятый элефант» - «Ночная стража» - «Правда» - «Пехотная баллада» - «Шмяк!» |         |          |                                 |              |                      |

## Выдающиеся обитатели Плоского мира

### Люди
| Имя | Пол     | Раса    | Род занятий                         | Регион            | Роль в экранизации |
| --- | ------- | ------- | ----------------------------------- | ----------------- | ------------------ |
| Брута (англ. Brutha) | мужской | человек | пророк                              | Омния             | нет                |
| Брута — Восьмой пророк омнианской религии, чье появление было предсказано в Священной книгой омнианства «Семикнижие» семью избранными Омом пророками. Брута воспитывался истово верующей и богобоязненной бабушкой. Она знала наизусть все псалмы и проповеди и с устрашающей эффективностью организовывала бригады по очистке святилищ, полировке статуй и забрасыванию камнями подозреваемых в распутстве девиц. Брута вырос с твердым знанием о Великом Боге Оме. Он рос, зная, что глаза Ома неотрывно следят за ним, особенно в местах уединения, типа туалета; что демоны окружают его со всех сторон, и лишь сила его веры и тяжелая бабушкина клюка, стоявшая за дверью в тех редких случаях, когда не использовалась, удерживают их на расстоянии. Он мог прочитать наизусть любую строку из любой из семи Книг Пророков и каждую Заповедь. Он знал все Законы и все Песни. Добрый, щедрый и исполнительный от природы, он словно был отмечен самими Роком в качестве подходящей кандидатуры на роль пророка. До двенадцати лет Брута не покидал родную деревню. Затем он поступил в Цитадель Кома послушником. Он не умел ни читать, ни писать, однако у него была абсолютная память, позволяющая ему воспроизводить на бумаге любой текст, на который он кидал мимолетный взгляд. Во время событий книги «Мелкие боги» ему было около семнадцати лет. Это был толстый, неуклюжий молодой человек с большим красным, добродушным лицом. Его тело напоминало бочонок, а руки походили на окорок. Остальные послушники прозвали его Тупым Быком. Его наставник брат Нюмрод поручал ему работать в саду. По особому разрешению ему также было позволено не посещать уроки хорового пения. Брат Прептил, наставник по музыке, описывал голос Бруты как наводящий на мысль о разочарованном стервятнике, опоздавшему к останкам пони. Как оказалось, Брута остался единственным человеком, по-настоящему верящим в Великого бога Ома. Когда Ом оказался заключённым в форму черепахи, Брута благодаря своей тихой и непоколебимое вере смог услышать глас божий. Необыкновенная память Бруты привлекла внимание дьякона Ворбиса, который взял его с собой на дипломатическую миссию в Эфеб. В Эфебе Брута познакомился с философами Дидактилосом и его племянником и впервые в жизни усомнился в истинности учения Ома. Он фактически спас от уничтожения книги из библиотеки Эфебa, проглядев и запомнив почти все её содержание. После пожара библиотеки и побега с опальным философом Дидактилосом Брута оказался в пустыне, где он нашёл выжившего в кораблекрушении Ворбиса. Брута пронес его через всю пустыню в Омнию, несмотря на требования Ома бросить его и осознание того, что Ворбис — человек опасный. Ворбис произвел Бруту в архиепископы, но позже приказал его казнить. Бог Ом в форме черепахи спас его, обставив все таким образом, что собравшиеся на казнь тысячи омниан заново поверили в своего бога. Обретя веру, Ом обрел и былую силу. Он назначил Бруту главой омнианской церкви — сенобриахом, и назвал его Пророком пророков. Брута ввел в Омнии подобие конституционной религии и сделал омнианство одной из самых терпимых религий Плоского мира. Он прожил ещё сто лет и умер во время завтрака. После смерти он совершил ещё одно деяние, достойное упоминания — провел Ворбиса через чёрную пустыню загробного мира, которую тот страшился пересечь в одиночестве. |         |         |                                     |                   |                    |
| |         |         |                                     |                   |                    |
| Ваймс Камнелиц (англ. Vimes Old Stoneface) | мужской | человек | Командор городской стражи           | Анк-Моркпорк      | нет                |
| Ваймс Камнелиц — герой гражданской войны и вероятный легендарный предок Сэмюэля Ваймса. Когда-то семейство Ваймсов имело свой герб и девиз — PROTEGO ET SERVIO. После гражданской войны оно было лишено права на герб. В настоящее время герб восстановлен. Командор городской стражи Не-Потерплю-Несправедливости Ваймс вошёл в историю тем, что возглавил восстание против короля Лоренцо Доброго, последнего короля Анк-Морпорка, отъявленного садиста и тирана, и собственноручно отрубил ему голову, потому что никто другой не соглашался это сделать. Победив короля, Камнелиц стал править Анк-Морпорком, опираясь на армию отлично подготовленных и полностью лишенных воображения солдат, прозванных в народе «железноголовыми» (аллюзия на «круглоголовых» сподвижников Оливера Кромвеля). Его шестимесячное правление закончилось переворотом. Камнелиц был повешен, четвертован и похоронен в пяти могилах. В настоящее время он всего лишь часть хроник, которую не любят упоминать в благовоспитанных исторических кругах. Когда Анк-Морпоркское общество исторических реконструкций ставит эпизоды из гражданской войны, никто не хочет представлять Камнелица, настолько он непопулярен. Его вероятный потомок Сэм Ваймс верит, что Камнелиц пытался создать подлинно демократическое общество, но был отвергнут народом. В знак признательности заслуг Сэмюэля Ваймса Витинари велел Гильдии историков пересмотреть значимость Ваймса Камнелица в истории Анк-Морпорка. Действующий персонаж в следующих книгах: - «Патриот» - «Ноги из глины». |         |         |                                     |                   |                    |
| |         |         |                                     |                   |                    |
| Веренс I (англ. Verence) | мужской | человек | король Ланкра                       | Ланкр             | нет                |
| Веренс Первый — король Ланкра, разделивший судьбу многочисленный королей, погибших от рук своих родственников. Был заколот кинжалом собственным кузеном герцогом Флемом. Поскольку у него после смерти оставались незавершенные дела, требующие его присутствия, он стал привидением в Ланкрском замке. Веренс Первый при жизни был крупным, мускулистым мужчиной с обвислыми усами и ниспадающими до плеч волосами. Славился повышенным интересом к женскому полу и стремлением исполнять droit de seigneur, где и когда только можно. Также известно, что когда молодая Гита Ягг работала служанкой в Ланкрском замке, он попытался наброситься на неё в коридоре, за что немедленно получил сковородой по голове. Смерть только слегка замедлила короля Веренса. Его завидное физическое состояние позволило ему стать одним из очень немногих привидений, способных управлять физическими объектами. Один из основных действующих персонажей в книге «Вещие сестрички». |         |         |                                     |                   |                    |
| |         |         |                                     |                   |                    |
| Веренс II (англ. Verence II) | мужской | человек | король Ланкра                       | Ланкр             | нет                |
| Веренс Второй — король Ланкра, бывший шут. Профессия шута наложила отпечаток на внешность короля Ланкра. Несмотря на довольно высокий рост, Веренс производит впечатление маленького человека, потому что ходит, по-особенному сгибая ноги и припадая к земле, чтобы производить комическое впечатление — в результате кажется, что не просто идет, а козликом подскакивает на месте. В целом он довольно симпатичен, его не портят даже оттопыренные уши и бегающие глаза. В бытность шутом он обычно носил красно-жёлтый костюм и шутовской колпак, украшенный серебряными бубенцами. Его носовой платок также был красно-жёлтого цвета с маленькими серебряными бубенчиками по краям. Веренс Второй — сын простолюдина, поэтому он умен, трудолюбив, совестлив, застенчив и добр. У него всего один недостаток — он постоянно пытается улучшить судьбу своих подданных, даже если они вполне довольны своей судьбой. Кроме того, у него совершенно отсутствует чувство юмора и он ненавидит взбитые сливки — последствия обучения в Гильдии шутов. Веренс родился в семье потомственных шутов — его дед и отец были шутами. Известно, что его отец служил придворным шутом в Ланкрском замке у короля Веренса Первого, а мать происходила из семьи Ведунсов, что живут за Черностекольным трактом. Вскоре после его рождения отец внезапно уехал из Ланкра. Можно сказать, что этот поспешный отъезд больше смахивал на бегство. После его исчезновения воспитанием маленького Веренса занимался суровый дед. По семейной традиции Веренса отослали в Анк-Морпорк обучаться ремеслу в Гильдии шутовства и баламутства. Чтобы возместить недостаток таланта, ему пришлось много и усердно трудиться и, в конце-концов, он вышел из школы профессионально подготовленным шутом. После выпуска Веренс вернулся в Ланкр и стал придворным шутом короля Веренса Первого. После того, как герцог Флем убил Веренса Первого и занял ланкрский трон, шут стал преданно служить новому повелителю, не одобряя, впрочем, его методов правления. Вскоре после этого он встретился с Маграт Чесногк, ведьмой, и между ними завязался роман. Когда герцог Флем решил избавиться от ведьм, шут предложил более мирный с его точки зрения способ — пустить молву, что ведьмы несут зло и наводят порчу на людей и скот, что должно было отвратить от них народ («В нашей… в нашей Гильдии, — проговорил он, — нам говорили, что слова подчас обладают куда большей властью, чем магия…»). Шут отправился в Анк-Морпорк и заказал пьесу о трёх злых ведьмах, а также пригласил труппу странствующих актёров под руководством Витоллера в Ланкр сыграть пьесу о трёх злых ведьмах и добром короле. С труппой Витоллера в Ланкр прибыл и Томджон — единокровный брат Веренса, который, по замыслу ведьм, должен был стать новым королём Ланкра вместо Флема. Но Томджон отказался от короны и тогда Маграт напомнила, что шут, как сводный брат Томджона также имеет право на ланкрский престол. Таким образом, шут Веренс стал королём Ланкра Веренсом Вторым. В Ланкре верят, что настоящим отцом шута был король Веренс Первый, который не обделял своим вниманием ни одну хорошенькую девицу королевства. Говорят также, что мать назвала шута Веренсом в память об этом королевском внимании. Однако ланкрские ведьмы не разделяют этот общепризнанный взгляд на события. Несмотря на то, что король действительно был дамским угодником, официальный отец шута также был очень мил с дамами, и ласковыми речами и галантными манерами добивался того же, что и король с помощью власти и силы. Не следует забывать, что отцу шута пришлось спешно покинуть город вскоре после рождения королевского наследника и что королева частенько скучала в одиночестве длинными зимними вечерами, пока король с усердием упражнялся в своем droit de seigneur по всему королевству, и была рада дружескому участию и вниманию своего верного слуги. Ведьмы совершенно уверены, что шут и Томджон братья по отцу, поэтому можно сделать разумный вывод, что их общий отец не король Веренс Первый. Вскоре после коронации Веренс попытался возобновить встречи с Маграт Чесногк, но она отбыла в Орлею, чтобы исполнить обязанности крестной феи. Однако письмо Матушки Ветровоск помогло ему преодолеть природную нерешительность и застенчивость и сделать предложение Маграт. Свадьба состоялась в канун празднования Середины лета (англ. Midsummer's Eve), день, когда границы между мирами ослабевают. Веренс был похищен эльфийской королевой со своей собственной свадьбы, но освобождён совместными действиями трёх ведьм. У Веренса Второго и Маграт родилась дочь — Эсмеральда Маргарет Внимание Орфография (англ. Princess Esmerelda Margaret Note Spelling). Веренс Второй чрезвычайно верит в пользу книжных знаний. Став королём, он всецело посвятил себя делу повышения благосостояния своих подданных. Он пытается внедрить в Ланкре ряд социальных, сельскохозяйственных и образовательных преобразований, которые местные жители, следуя инстинкту самосохранения, старательно и вежливо игнорируют. Действующий персонаж в следующих книгах: - «Ведьмы за границей» - «Вещие сестрички» - «Дамы и господа» - «Маскарад» - «Carpe Jugulum. Хватай за горло» |         |         |                                     |                   |                    |
| |         |         |                                     |                   |                    |
| Взяткер Позолот (англ. Reacher Gilt) | мужской | человек | глава клик-компании                 | Анк-Моркпорк      | Дэвид Суше         |
| Взяткер Позолот — глава клик-компании (семафорной компании) Анк-Морпорка. В фильме «Опочтарение» роль Взяткера Позолота сыграл Дэвид Суше. |         |         |                                     |                   |                    |
| |         |         |                                     |                   |                    |
| Двацветок (англ. Twoflower) | мужской | человек | турист                              | Бес Пеларгик      | Шон Астин          |
| Двацветок, наряду с Ринсвиндом, является одним из главных героев самой первой книги из цикла о Плоском мире — «Цвет волшебства». Он был первым туристом Плоского мира и первым владельцем Сундука. Двацветок — уроженец города Бес Пеларгик, крупного портового города в Агатовой империи, что находится на Противовесном континенте. В первых книгах Двацветок описан как маленький, лысый и тощий человечек, одетый в короткие штаны, доходящие до колен и рубашку неестественно яркой расцветки. Хотя прямо в книгах цикла Плоского мира об этом не говорится, но автор дал достаточно намеков, чтобы предполагать азиатские черты лица у Двацветка. Двацветок носит очки и вставные челюсти, которые были неизвестны анк-морпоркцам во времена, описываемые в первых книгах цикла. Поэтому они стали называть его четырёхглазым. Двацветка повсюду сопровождал Сундук. В книге «Интересные времена» у него уже более солидная внешность. Он даже отпустил клочковатую бороду, но по прежнему улыбается широкой, сияющей и доверчивой улыбкой. Двацветок доверчив и невинен, как дитя, и куда бы он со своими доверчивостью и невинностью ни пошёл, он несёт с собой ужас и разрушение. Он наивен, доверчив и доброжелателен абсолютно со всеми, даже с теми, кто явно покушаются на его жизнь и имущество. Двацветок свято уверен, что мир — прекрасное место для жизни и что с туристом никогда ничего плохого произойти просто не может, а если и произойдет, то лишь по недоразумению. Двацветок всю жизнь работал служащим в страховой компании, складывая колонки цифр и ожидая выхода на пенсию. Однако он всегда мечтал о путешествиях и романтике. Накопив немного (по меркам Агатовой империи) денег, Двацветок решил воспользоваться отпуском, сел на корабль и отправился навстречу приключениям в далекий Анк-Морпорк. Первый турист Плоского мира привез на Безымянный континент не только образцы передовой технологии в виде очков, вставной челюсти и иконографа, но и новую концепцию «эхогномики» — (дословный перевод на морпоркский — «отраженный шум подземного духа») — идею страхования («страх-и-в-ванне»). Успешно внедрив систему страхования в Анк-Морпорке, Двацветок вместе с сопровождающим его волшебником Ринсвиндом, покинул горящий город и отправился путешествовать дальше по Безымянному континенту. Его приключения подробно описаны в книгах «Цвет волшебства» и «Безумная звезда». Благополучно вернувшись на родину, Двацветок опубликовал свои путевые заметки — книгу под названием «Как я провел отпуск». Согласно этим заметкам, Анк-Морпорк является самым спокойным и безопасным местом на Диске. Подобный вывод может многое сказать об авторе этого опуса. Двацветок был женат, но во время народных волнений, которые были жестоко подавлены императорскими войсками, его жена погибла. У него есть две взрослые дочери — Цветок Лотоса и Прекрасная Бабочка. Во время событий романа «Интересные времена», Двацветок был арестован за публикацию своих путевых заметок, которые власть посчитала опасным подстрекательством к бунту. В тюрьме он снова встретился со своими старыми приятелями по приключениям: Ринсвиндом и Коэном-Варваром. В конце романа он был произведен в Главные Визири новым императором Агатовой империи Коэном. |         |         |                                     |                   |                    |
| |         |         |                                     |                   |                    |
| Дион Селин англ. Imp Y Celyn | мужской | человек | музыкант                            | Анк-Моркпорк      | нет                |
| Дион Селин — главный герой книги «Роковая музыка» (в других книгах не упоминается). Сменил имя на Бадди Холли (аллюзия на Бадди Холли нашего мира), став членом Рок-группы. Игра слов в официальном русском переводе отличается от оригинала. В оригинале imp в переводе с лламедийского означает «почка» (англ. bud), юноша просто изменил его на анк-морпоркский манер. В русском переводе Дион взял себе прозвище, подбирая созвучные слову «будить», настоящее имя музыканта является перевернутым именем Селин Дион, популярной певицы, чего нет в оригинале. Дион — высокий красивый юноша семнадцати лет, с темными кудрявыми волосами. В его облике есть что-то эльфийское. Он родом из Лламедоса. Был послушным, хорошим мальчиком из долины, который не пил, не ругался и играл на арфе на каждом друидическом жертвоприношении. Его отец был друидом, а сам он обучался игре на арфе и достиг в этом заметных успехов, выиграв омелу и столетнюю арфу на Большом фестивале. Однако этого ему было мало, он мечтал о славе, и после ссоры с отцом, непреклонным друидом, Дион отправился искать счастья в Анк-Морпорк. В Анк-Морпорке он встретил музыкантов: гнома Золто, играющего на трубе и барабанщика тролля Клиффа, совместно с которыми он создал популярную музыкальную группу, названную Рок-группой. Тогда же он сменил имя Дион Селин на Бадди Холли и приобрел странную гитару в таинственной лавке. Юноше была предначертана короткая жизнь, но Музыка, заключенная в таинственной гитаре, сущность по своей природе бессмертная, удлинила жизнь своего исполнителя. На юношу обратила внимание внучка Смерти Сьюзен, и пыталась спасти его, но безуспешно. Вмешался сам Смерть. Он вернул мир в старую реальность, изменив ход истории и Бадди, так и не добравшись до Анк-Морпорка, стал продавцом в рыбной лавке в Щеботане. |         |         |                                     |                   |                    |
| |         |         |                                     |                   |                    |
| Злобный Страшный Гарри (англ. Evil Harry Dread) | мужской | человек | Тёмный Властелин                    |                   | нет                |
| Злобный Страшный Гарри — последний Тёмный Властелин Плоского мира. Называет себя также Тёмным Лордом. В книге «Последний герой. Сказание о Плоском мире» вместе с героями Серебряной Орды выступает против Богов Плоского мира с целью «вернуть им их огонь, с процентами». Но в конце их путешествия Злобный Гарри предаёт героев, как и положено настоящему, качественному злодею, чем вызывает восхищение Коэна-Варвара, предводителя Орды. В результате он остаётся и дальше жить в Плоском мире, тогда как дальнейшая судьба героев Орды так и не раскрывается полностью. Злобный Гарри является образцовым Тёмным Властелином, безотступно следующим Кодексу, имеющему шайку «тупых приспешников» и очень гордящемуся своей подлостью и коварством. В прошлом был одним из главных врагов Коэна, и герой, строго следуя Кодексу, постоянно побеждал, а Гарри скрывался, вынашивая новые коварные замыслы. Однако в последние годы, когда герои и злодеи постарели, а миром овладела бюрократия, Гарри больше уже не смог захватывать мир также, как и раньше, по Кодексу, а другие методы его гордость использовать не позволяла. В конце концов, он остался Последним Тёмным Властелином в этом мире. Один из персонажей книги «Последний герой. Сказание о Плоском мире». |         |         |                                     |                   |                    |
| |         |         |                                     |                   |                    |
| Вена Макгарри, Воронокудрая (англ. Vena the Raven-Haired, Mrs McGarry) | Женский | человек | Героиня                             |                   | нет                |
| Вена Воронокудрая — известнейшая женщина-варвар Плоского мира. Когда-то давно была высокой девушкой с чёрными волосами, хотя и сейчас может в одиночку справится с шайкой разбойников. Вдова Чарли Макгарри, скоро пойдут правнуки. 40 лет назад справилась с ордой гоблинов, отравила Маздама Дикого и украла его сокровища. В книге «Последний герой. Сказание о Плоском мире» вместе с героями Серебряной Орды выступает против Богов Плоского мира с целью «вернуть им их огонь, с процентами». В конце их путешествия Вена нападает на валькирию Гримгильду, забирает себе её лошадь, но отказывается отправиться с Серебряной Ордой. Непонятно, что случилось с Веной после угона лошадей у валькирий. Скорее всего она умерла. Одна из персонажей книги «Последний герой. Сказание о Плоском мире». |         |         |                                     |                   |                    |
| |         |         |                                     |                   |                    |
| Изабель (англ. Ysabell) | женский | человек | приёмная дочь Смерти                | Территория Смерти | нет                |
| Изабель — приёмная дочь Смерти. Родители Изабель погибли на далеком континенте Клатч, пересекая Великую Пустыню Неф. Смерть спас жизнь маленькой девочки, забрал её в свой дом и удочерил. Он позволил ей вырасти до 16 лет, «поскольку считал, что подростки доставляют меньше хлопот, чем малыши, из чего мы делаем следующий вывод: можно быть бессмертной антропоморфической сущностью и тем не менее ошибаться в простейших, так сказать, смертных вопросах».— Терри Пратчетт. «Роковая музыка». В течение 35 лет она оставалась шестнадцатилетним подростком, поскольку во владениях Смерти время не меняется. Это была довольно упитанная девушка с серебристыми волосами и перламутровыми глазами. Обожала розовый цвет, оборочки и шоколад. Её комната была не столько меблирована, сколько завешена и заложена всевозможными вязаными и вышитыми накидочками, салфеточками и чехольчиками. Своё свободное время проводила за чтением дамских биографий в библиотеке дома Смерти, выбирая из них наиболее подходящие под категорию «Дамский роман». У Изабель был свой собственный пони, на котором она любила кататься на вересковых пустошах позади сада. Временами, когда Смерть занимался делами в своем кабинете, Изабель приходила к своему приёмному отцу и садилась рядом в кресле с шитьем. Смерть читал ей вслух отрывки из своей учётной книги и научил её читать карту узловых точек. Позднее, во время событий книги «Мор — ученик Смерти», Изабель влюбилась в ученика Смерти — Мора. В качестве свадебного подарка слуга Смерти Альберт преподнес им серебряный тостер, а Смерть — маленькую вселенную, которая в один прекрасный, по его словам, день должна была стать семенем новой реальности. У них родилась дочь — Сьюзен. После того как они покинули владения Смерти, они снова стали смертными. Изабель и Мор погибли в катастрофе — их карета сорвалась с высокой скалы и рухнула в ущелье. Действующий персонаж в следующих книгах: - «Мор — ученик Смерти» - «Роковая музыка» - «Безумная звезда» |         |         |                                     |                   |                    |
| |         |         |                                     |                   |                    |
| Канина (англ. Conina) | женский | человек | дочь Коэна-варвара                  |                   | нет                |
| Канина — дочь Коэна-варвара. Основной действующий персонаж в книге «Посох и шляпа». Её мать, храмовую танцовщицу, Коэн когда-то спас от друидов во время жертвоприношения. Несмотря на свою героическую наследственность, мечтала стать парикмахером. Канина унаследовала внешность матери: у неё длинные белокурые волосы, загорелая бронзовая кожа и удивительно изящная фигурка. Однако от своего отца она унаследовала сухожилия, как корабельные канаты, рефлексы, как у змеи на раскаленном песке, непреодолимое побуждение что-нибудь украсть и не менее непреодолимое желание запустить ножом в каждого встречного. Канина великолепный боец, носит на себе большое количество оружия, которое она обычно прячет в своей одежде, любой предмет в её руках может превратиться в оружие — заколка для волос, лист бумаги и даже обыкновенный хомяк. |         |         |                                     |                   |                    |
| |         |         |                                     |                   |                    |
| Коэн-Варвар (англ. Cohen the Barbarian) | мужской | человек | герой                               |                   | Дэвид Брэдли       |
| Коэн-Варвар — самый известный на Плоском мире герой, ставший легендой уже при жизни. Настоящее имя Коэна-Варвара — Чингиз Коэн. Коэн родился в одном из варварских племен, которые кочуют по ледяным равнинам, раскинувшимся по другую сторону Пупа от Круглого моря. Когда ему исполнилось одиннадцать лет, отец выгнал его из племени и с тех пор он живёт своим умом. В течение всей своей продолжительной жизни, Коэн был героем и занимался обычными геройскими деяниями, а именно — поиском сокровищ, ограблением развалин древних храмов, спасением девственниц от рук сумасшедших жрецов и общем разрушением планов злобных властелинов. Когда мы впервые встречаем Коэна в книгах, он уже довольно стар. Коэн невысокий, очень худой и лысый старик. Его точный возраст никому не известен. Сам Коэн говорит, что ему между 90 и 95 годами. У него седая борода до колен, тоненькие ножки с варикозными венами и жилистое, мускулистое тело, покрытое шрамами. Во время своих приключений Коэн потерял один глаз и теперь он закрывает пустую глазницу чёрной повязкой. Примерно в это же время он потерял и все свои зубы, но обзавелся вставной челюстью, сделанной из зуба тролля, которые, как всем известно, представляют собой алмазы. Он ездит верхом на такой же, как и он сам тощей и жилистой лошади, к седлу которой притачен резиновый круг. Резиновый круг спасает его от геморроя, но Коэн страдает также от прострела, артрита, радикулита и несварения желудка. Более молодые соперники зачастую недооценивают Коэна, наивно полагая, что какой-то там старикашка вряд ли окажется серьёзной проблемой. Однако, довольно скоро перед ними открывается простая истина — варвар-герой, доживший до глубокой старости, должен быть действительно очень и очень хорош в своем деле. Как и всякий варвар, Коэн, довольно прямолинейно смотрит на мир, он верит, что обычно люди действительно имеют в виду то, о чём говорят. Например, если захваченный пленник заявляет, что он скорее умрет, чем предаст своего господина, то с ним и возиться не стоит, а надо быстренько умертвить. Этот подход привел к гибели нескольких стражников и придворных при захвате Агатовой Империи, которые не сразу осознали свои опасные заблуждения. Тем не менее, за свою долгую жизнь он приобрел довольно философское отношение к жизни, подкрепленное природным здравым смыслом. Так, на вопрос, что по его мнению является величайшими жизненными благами, он ответил: «горячее водоснабжение, хорошие дантисты и мягкая туалетная бумага». Коэн умеет читать, правда не слишком сложные тексты, но писать он так и не научился, поэтому вместо подписи ставит крестик. Тем не менее, он считается автором руководства «Всиго за 7 Дней Я Зделаю Тибя Гироем-Варваром!». Существуют неоспоримые свидетельства, что в публикации сего труда принимал непосредственное участие С. Р. Б. Н. Достабль. В книге «Интересные времена» Коэн решает наконец-то выйти в отставку. Чтобы обеспечить себе спокойную старость, он объединил группу своих товарищей, таких же престарелых героев-варваров, в «Серебряную орду» и захватил трон Агатовой Империи. (Возможная пародия на Конана-Варвара, ставшего королём Аквилона, и Золотую Орду Чингисхана и завоевание им Поднебесной Империи — Китая). Став императором, Коэн некоторое время довольно успешно правил, но беззаботная жизнь и приближающийся конец жизни стали действовать ему на нервы. Как настоящий герой, Коэн не мог мириться с тем, что дни его сочтены и решил устроить напоследок подвиг, который никто не сможет ни повторить, ни превзойти. Вместе с «Серебряной Ордой» он задумал вернуть богам Дунманифестина то, что было украдено у них самым первым вором в истории Диска — огонь. Разумеется, задуманное им возвращение огня должно было сопровождаться грохотом и разрушением жилища богов, а заодно и самого мира, но в этом и была вся привлекательность их плана — уходить, так с музыкой и кто-то должен ответить за то, что героям позволили стареть и умирать. Но сопровождающий Орду в их последнем приключении бард, вместе свалившимися с Луны Ринсвиндом и Моркоу объяснили Коэну, что если мир погибнет, то некому будет помнить их подвиги и некому будет слушать песни, сложенные в их честь. Поэтому Коэн в последнюю минуту отказывается от своего плана. Герои прыгают в пропасть, вместе с бочонком пороха, который они готовили в подарок богам. Трудно сказать, что произошло с ними потом. Их тела так и не были найдены, а Валькирии, которые явились за ними, чтобы унести их в Вальгаллу, жаловались, что банда стариканов угнала у них лошадей. С тех пор о Коэне ничего больше не было слышно. Но кто знает… |         |         |                                     |                   |                    |
| |         |         |                                     |                   |                    |
| Леонард Щеботанский | мужской | человек | художник и изобретатель             | Анк-Моркпорк      | нет                |
| Леонард Щеботанский по общему мнению является аллюзией на Леонардо да Винчи. Легендарная личность, великий Анкский художник, философ и изобретатель. О Леонарде ходит множество легенд — например, о его встречах с разными лицами во время путешествий по Овцепикским горам. Леонард также является автором «ружия» — образца огнестрельного оружия, которое он, впрочем, сознательно не стал изготавливать более, чем в одной копии. Из контекста книг ясно, что Леонард Щеботанский понимал разрушительную силу своего изобретения и опасался предавать его огласке. |         |         |                                     |                   |                    |
| |         |         |                                     |                   |                    |
| Мойст фон Липвиг (англ. Moist von Lipwig) | мужской | человек | мошенник                            | Анк-Моркпорк      | Ричард Койл        |
| Мойст фон Липвиг, также известный как Альберт Блестер — главный герой в книгах «Держи марку!», «Делай деньги» и «Поддай пару!». Мойст фон Липвиг родился и вырос в Убервальде. У него неполное среднее образование (он сбежал из школы и стал бродячим мошенником). Осужден под именем Альберта Блестера судом Анк-Морпорка за присвоение мошенническим путём 150 тысяч анк-морпоркских долларов и приговорен к смертной казни. Официально приговор приведен в исполнение, но в действительности вместо этого патриций Анк-Морпорка лорд Ветинари предложил Мойсту сделку — работу главного почтмейстера Анк-Морпоркского почтамта (англ. Ankh-Morpork's Postmaster General). Мойст наладил работу Почтамта и стал известной и популярной личностью в городе. Через некоторое время патриций перевел Мойста на должность начальника Королевского Монетного Двора (англ. Royal Mint) и поручил разобраться в делах Королевского банка Анк-Морпорка (англ. Royal Bank of Ankh-Morpork). Мойст фон Липвиг провел денежную реформу в Анк-Морпорке, заменив монеты на бумажные деньги. После того, как Мойст фон Липвиг наладил работу почтамта, телеграфа, банка и монетного двора, он по приказу лорда Ветинари занялся созданием и развитием первой на Плоском мире железной дороги, сыгравшей важную роль в подавлении мятежа в королевстве гномов. |         |         |                                     |                   |                    |
| |         |         |                                     |                   |                    |
| Мор (англ. Mort) | мужской | человек | ученик Смерти                       | Территория Смерти | нет                |
| Мор (сокращённое имя от Мортимер) — ученик Смерти, отец Сьюзан Сто-Гелитской. Мор родом из страны Октариновые луга. Высокий, рыжеволосый юноша с карими глазами, весь покрытый веснушками. Он отличался особой нескладностью и, казалось, состоял из одних коленок. Его отец, Лезек, фермер, специализировался на перегонке вин из обратнолетнего винограда. Однако Мор не проявлял заинтересованности в наследственном ремесле. Он был намерен разобраться в более важных предметах, например, докопаться до логической основы вселенной. Как только Мор достаточно вырос, Лезек отправил его на ярмарку учеников найти мастера, который согласился бы взять его в подмастерья. Единственным, кто проявил заинтересованность, оказался сам Смерть, который выбрал Мора в ученики. За время обучения у Смерти он стал повыше ростом и научился держаться увереннее. После того, как Смерть предоставил Мору выполнять за него работу, взяв выходной, Мор постепенно начал приобретать черты Смерти — у него изменился голос, походка и в его глазах появились голубые огоньки, ведь как известно «смерть — есть тот, кто выполняет работу смерти». Однако он не до конца потерял человечность и, отправившись заменять Смерть, не забрал, а сохранил жизнь пятнадцатилетней принцессе Кели, нарушив тем самым ход естественной истории. Мрачный Жнец был чрезвычайно рассержен таким поворотом событий, и Мору пришлось вступить с ним в поединок, который он проиграл. Но Смерть проявил великодушие и даже даровал Мору дополнительные годы жизни, перевернув его жизнеизмеритель. Это произошло из-за того, что Смерть увидел Сьюзан, переместившуюся во времени и наблюдавшую некоторое время за поединком. Как это часто бывает с подмастерьями, Мор женился на приёмной дочери своего мастера — Изабель. После событий книги «Мор — ученик Смерти» Мор и Изабель покинули дом Смерти, вернулись в реальный мир, вновь став смертными, и поселились в Сто Гелите. У них родилась дочь — Сьюзан. Кели, ставшая к этому времени королевой, даровала Мору титул герцога Сто Гелитского. Через несколько лет Мор и Изабель погибли в катастрофе — их карета сорвалась с высокой скалы и рухнула в ущелье. Девиз семейства Сто Гелитского — Non Timetis Messor, в переводе «Не бойся жнеца». |         |         |                                     |                   |                    |
| |         |         |                                     |                   |                    |
| Найджел Разрушитель (англ. Nijel the Destroyer) | мужской | человек | герой-варвар                        |                   | нет                |
| Найджел Разрушитель — сын Голозада, торговца продовольствием. Очень худой молодой человек с длинными рыжими волосами и глазами, напоминающими вареные виноградины. Его лицо густо покрыто веснушками, с которыми за место на коже конкурируют многочисленные прыщи. Одет в традиционное одеяние героев варваров — несколько усаженных заклепками кожаных ремней, здоровенные меховые сапоги, небольшой кожаный мешочек для всякой всячины и мурашки, а также шерстяное нижнее белье. Он пытается стать героем-варваром с помощью руководства «Всиво за 7 дней я сделаю тибя гироем варваром!», автором которого указан сам Коэн-Варвар. Ко времени встречи с Ринсвиндом в змеиной яме, куда он попал в результате неудачной попытки ограбить сокровищницу Креозота, он добрался уже до седьмой главы (пропустив шестую) этого руководства. Между ним и Каниной, дочерью Коэна-Варвара и несостоявшейся парикмахершей, завязались романтические отношения. Основной действующий персонаж в книге «Посох и шляпа». Во время событий книги Найджел вместе с Ринсвиндом и Каниной спасает мир. Дальнейшая его судьба неизвестна. |         |         |                                     |                   |                    |
| |         |         |                                     |                   |                    |
| Сибилла Овнец (англ. Lady Sybil Deidre Olgivanna Vimes (née Ramkin), Duchess of Ankh | женский | человек | исследовательница болотных драконов | Анк-Моркпорк      | нет                |
| Леди Сибилла Дейдра Ольгивианна Ваймс (в девичестве Овнец), герцогиня Анкская (англ. Lady Sybil Deidre Olgivanna Vimes (née Ramkin), Duchess of Ankh) — супруга Сэма Ваймса и мать Сэма Ваймса-младшего. Видная анк-морпоркская аристократка. Заводчица, исследовательница и защитница болотных драконов. Впервые появляется в книге «Стража! Стража!». Леди Сибилла — полная, крепкая женщина. Смелая и упорная, но добросердечная. Не умеет врать напрямую, краснеет. До замужества являлась богатейшей женщиной Анк-Морпорка и жила одна, если не считать 37 драконов и дворецкого. В соответствии с брачным контрактом всё состояние передала супругу. Её семья владела десятой частью Анк-Морпорка и обширными фермерскими землями. Имущество приносит доход в 7 миллионов анк-морпоркских долларов в год. До рождения сына много времени посвящала разведению болотных драконов и приюту для больных драконов. Написала и издала несколько книг, посвящённых болезням, которым они подвержены, и их лечению. В книге «Держи марку!» упоминается Бесплатный госпиталь имени леди Сибиллы, уже не для драконов, в котором «пациенты даже иногда выживают». |         |         |                                     |                   |                    |
| |         |         |                                     |                   |                    |
| Томджон (англ. Tomjon) | мужской | человек | актёр                               |                   | нет                |
| Томджон — актёр и наследник ланкрского престола. Родной матерью Томджона была королева Ланкра, а его официальным отцом считается король Веренс Первый. На самом же деле его отец — бывший придворный шут, о чём известно только ведьмам и его собственной матери. Томджон — единокровный брат Веренса Второго. После убийства своего официального отца Веренса Первого, жизнь Томджона также висела на волоске. Три ланкрские ведьмы спасли его от неминуемой смерти и передали в руки гастролирующему актёру Витолеру. Они также наградили его тремя чудесными дарами: Маграт Чесногк даровала ему способность легко находить друзей, Нянюшка Ягг — отличную память, а Матушка Ветровоск пожелала ему всегда быть тем, кем он по его мнению является. С помощью этих даров Томджон сделал карьеру преуспевающего актёра. Его карьера настолько удалась, что он отказался от ланкрского престола ради того, чтобы каждый вечер носить на сцене короны самых различных стран. Упоминается в следующих книгах: - «Вещие сестрички» - «Дамы и господа» |         |         |                                     |                   |                    |
| |         |         |                                     |                   |                    |
| Хрун-варвар (англ. Hrun the Barbarian) | мужской | человек | герой-варвар                        |                   | нет                |
| Хрун-варвар — герой-варвар родом из Химерии, небольшого государства на побережье Повращательного океана. Подобно всем героям-варварам он был выходцем из варварских племен, выращивающих героев на экспорт. Хрун — один из самых живучих героев Круглого моря: победитель драконов, разоритель храмов, наёмник, центр и опора любой уличной потасовки. Не отличается особым умом, а также страдает полным отсутствием воображения. В отличие от многих других героев, Хрун может употреблять слова, состоящие более чем из двух слогов и умеет думать, не шевеля при этом губами. У Хруна развитая мускулистая фигура, но на удивление маленькая голова, он брюнет с кожей медного оттенка. Носит набедренную повязку из леопардовой шкуры (леопарда он убил голыми зубами), а также золотые ножные и ручные браслеты, у кого-то отобранные. Он также был временным владельцем волшебного чёрного меча по имени Кринг, который выкован из молнии и обладает душой, но терпеть не может ножен. Хрун украл этот меч из неприступного дворца архимандрита Б’Итуни, но не смог переносить чрезмерную болтливость меча и подарил его волшебнику Ринсвинду. Хрун встретил Ринсвинда и Двацветка в заброшенном храме Бэл-Шамгарота и помог им спастись от щупалец этого мрачного божества. Некоторое время он работал их охранником, получая в качестве вознаграждения свои собственные изображения, снятые иконографом Двацветка. Оказавшись в драконьем краю у горы Червберг, путешественники были захвачены в плен повелительницей драконов Льессой, которая предложила Хруну сразиться с её братьями. В награду она обещала ему выйти за него замуж. Хрун победил обоих братьев, но в последний момент был спасён от женитьбы Двацветком (против воли самого Хруна), правда через несколько минут Льесса снова перехватила Хруна. В книге «Интересные времена» упоминается, что Хрун служит сержантом в Страже какого-то города. Упоминается в следующих книгах: - «Цвет волшебства» - «Безумная звезда» - «Интересные времена» В честь Хруна назван один из релизов Докувики |         |         |                                     |                   |                    |
| |         |         |                                     |                   |                    |
| Лорд Хон (англ. Hong) | мужской | человек | великий визирь                      | Агатовая Империя  | нет                |
| Лорд Хон — великий визирь при дворе императора Агатовой Империи. Лорд Хон происходил из одного из пяти самых знатных родов Агатовой империи, претендующих на трон императора. Это был стройный и красивый молодой человек двадцати шести лет. Он носил очень маленькое пенсне в металлической оправе. Описывая его, люди частенько прибегали к слову «гладкий» или даже «лакированный». Все, чем занимался лорд Хон было безупречно выполнено. Его акварели были идеальны. Его поэтические произведения были безупречны. Когда он складывал лист бумаги, каждая складка получалась идеально и безупречно ровной. Его фигурки из бумаги поражали фантазией, оригинальностью и, конечно, безупречностью. Он был самым искусным кузнецом в империи и выковал себе меч, научившись ремеслу всего за три недели. Своего положения лорд Хон достиг только благодаря своему беспримерному рвению, абсолютной концентрации на развитии собственных духовных способностей, а также благодаря шести тщательно спланированным и успешно завершившимся покушениям. Последней его жертвой стал собственный отец, который испустил дух в радостном осознании, что сынок ревностно следует старинным семейным традициям. Как все великие визири лорд, Хон обладал неукротимой жаждой власти и патологической сообразительностью. Несмотря на приверженность традициям, в глубине души он мечтал об Анк-Морпорке с его разумным устройством общества, деловитыми жителями и техническими достижениями. Лорд Хон старательно готовил свержение императора, для чего создал и поддерживал революционную «Красную армию», и даже вызвал из Анк-Морпорка Великого волшебника для поддержки повстанцев. Но, как это обычно бывает в присутствии «Великого валшебника» Ринсвинда, мятеж вышел из под контроля, и лорд Хон погиб, выступив с многотысячной армией против семерых престарелых варваров «Серебряной Орды». Один из главных персонажей в книге «Интересные времена». |         |         |                                     |                   |                    |
| |         |         |                                     |                   |                    |
| Чёртов Тупица Джонсон (англ. Bloody Stupid Johnson) | мужской | человек | изобретатель                        | Анк-Моркпорк      | нет                |
| Чёртов Тупица Джонсон — самый известный архитектор и ландшафтный дизайнер Плоского мира (а также создатель множества предметов, не связанных с архитектурой). Самые известные работы Ч. Т. Джонсона - Несколько органов, в том числе Орган Незримого Университета, орган Анк-Морпоркской Оперы и необычный орган в замке графов Сорокул; - Взрывающаяся Пагода Джонсона; - Декоративный набор графинов для лорда Капканса Психопатического; - Дворцовый сад в Анк-Морпорке; - Колосс Морпоркский; - Триумфальная арка; - Машина для сортировки писем на почте Анк-Морпорка; - Ванная комната в Незримом Университете. К несчастью, точность не входила в список качеств Ч. Т. К примеру, форелевое озеро было длиной в сто пятьдесят ярдов, но в один дюйм шириной, а Колосс Морпоркский и Триумфальная Арка хранились в коробке смотрителя памятников. Для четырёх семей в Анк-Морпорке он спроектировал дома в форме солонки, и построил рядом перечницу для хранения зерна. Тем не менее, у него не было недостатка в заказчиках. Среди состоятельных людей того времени считалось модным заказать у него какой-нибудь проект и посмотреть, что из этого выйдет. Самые известные высказывания Ч. Т. Джонсона: - «Это-Выглядит-Немного-Помойно-Но-Посмотрите-Что-Будет-Лет-Через-Пятьсот» - «Послушайте-На-Плане-Я-Все-Правильно-Нарисовал» - «Я-Лично-Сойду-С-Ума-Если-Целый-День-Перед-Глазами-Будут-Торчать-Эти-Деревья-И-Горы-А-Вы?» |         |         |                                     |                   |                    |
| |         |         |                                     |                   |                    |
| Эрик (англ. Eric Thursley) | мужской | человек | демонолог-любитель                  | Псевдополис       | нет                |
| Эрик (полное имя Эрик Турслей) — демонолог-любитель, основной действующий персонаж в книге «Эрик». Жил в Псевдополисе, Навозный переулок, дом 13. Худощавый, темноволосый мальчик в очках, чье лицо должно стать гораздо приятнее, когда с него сойдут прыщи. В книге «Эрик» ему было тринадцать лет. От своего дедушки унаследовал книги по демонологии, например, «Маллификарум Сумпта Дьяболиките Оккуларис Сингуларум» — «Книга абсолютной власти», кое-какие магические приспособления и говорящего попугая. Родители Эрика разбогатели на торговле вином и позволили сыну пойти по стопам дедушки. Демонология не слишком давалась Эрику, пока он случайно не вызвал волшебника Ринсвинда из Подземельных измерений, куда тот попал во время событий книги «Посох и шляпа». Приняв Ринсвинда за демона, Эрик потребовал у него выполнения трёх желаний — властвовать над всеми земными царствами, встретить самую красивую женщину из всех, какие когда либо жили в этом мире, и жить вечно. Как ни странно, его желания были выполнены, правда результат оказался не совсем таким, как он ожидал. |         |         |                                     |                   |                    |
| |         |         |                                     |                   |                    |
| Чайчай англ. Teatime | мужской | человек | наёмный убийца                      | Анк-Моркпорк      | Марк Уоррен        |
| Чайчай (Питт Чай) — студент Гильдии убийц, основной действующий персонаж в книге «Санта-Хрякус». Его имя обычно произносили как Чайчай, но сам он предпочитал, чтобы его называли Тчай Тчай и настаивал на этом. В настоящее время он, очевидно, мертв. При жизни это был худощавый юноша с молочным цветом кожи и кудрявыми волосами. У него была довольно симпатичная и жизнерадостная внешность, но общее впечатление портили его глаза: один глаз у него был стеклянный — последствие какого-то несчастного случая в детстве, а у другого был очень маленький и резко очерченный зрачок. Чайчай смотрел на мир под иным углом зрения, чем все остальные люди: он относился к людям как к неодушевленным предметам. Довольно рано потерял родителей в результате трагического случая, произошедшего, когда они оба склонились над его детским манежиком. Для будущего убийцы это могло быть засчитано, как знак свыше. Он обладал поистине блестящим интеллектом, интеллект его блестел всеми гранями, словно осколки разбитого вдребезги зеркала. Несмотря на сверкающие грани и радужные отблески, вещь все-таки разбита. |         |         |                                     |                   |                    |

### Животные
| Имя | Пол     | Раса | Род занятий              | Регион       | Роль в экранизации |
| --- | ------- | ---- | ------------------------ | ------------ | ------------------ |
| Большой Фидо (англ. Big Fido) | мужской | пёс  | главарь собачьей гильдии | Анк-Моркпорк | нет                |
| Большой Фидо — главарь Собачьей Гильдии. Маленький и изящный белый пудель в ошейнике, украшенном бриллиантами. Его шерсть до сих пор сохранила излюбленную стрижку пуделей «подо льва». Совершенно безумен. Однажды он сожрал свою подстилку, укусил хозяина и сбежал. Безумие открыло темные глубины в его душе, заполненные первобытной яростью такой силы, что он оказался способен драться с собаками, превосходящими его размерами и силой, и даже убивать их. Таким образом, он стал признанным лидером всех бродячих собак Анк-Морпорка. Большой Фидо собрал стаю отъявленных бродячих псов и изложил им свою Большую собачью идею — каждая собака в глубине души волк, все, что им нужно, это объединиться и сбросить ненавистную власть людей, этой господствующей расы, и объявить права на своё древнее наследие. Упоминается в книге «К оружию! К оружию!». |         |      |                          |              |                    |
| |         |      |                          |              |                    |
| Гаспод (англ. Gaspode) | мужской | пёс  | говорящая собака         | Анк-Моркпорк | нет                |
| Гаспод — говорящая собака, пес № 1 «Плоского мира». Маленький, кривоногий, блохастый пёсик неизвестной породы, наделенный интеллектом, человеческой речью и безграничным цинизмом. У него слезящиеся жёлтые глаза и серая, в перхоти шерсть, жесткая, как проволока, усыпанная белыми, черными и коричневыми пятнами. Гаспод болен всеми собачьими болезнями (даже одной овечьей) и жив лишь потому, что его хвори заняты междоусобной борьбой. Обычно он окружен облаком пыли и пахнет как коврик в уборной. Гаспода назвали в честь «знаменитого Гаспода» — пса, который после смерти хозяина провел остаток жизни у его могилы, жутко завывая. «Знаменитый Гаспод» считался образцом собачьей преданности и верности, пока кто-то не обнаружил, что его хвост защемили между плитами во время похорон. Гаспод одержим особого вида раздвоением личности, присущей всем собакам. С одной стороны, он мечтает принадлежать кому-нибудь, иметь хозяина и безопасное, теплое местечко около огня. С другой стороны, он восстает против самой идеи собственности и малейшего посягательства на свободу скитаться по Анк-Морпорку, есть и пить, что вздумается и валяться в том, в чём ему нравится. Трагедия Гаспода заключается в том, что он, в отличие от остальных собак, осознает этот внутренний конфликт. Излюбленный трюк пса — выдача своего бормотания за мысли человека, от которого ему что-либо нужно (например, «Какой хороший пёсик, надо бы его покормить»). Люди просто не верят своим ушам, поскольку твердо знают, что собаки не могут говорить. Исключение составляют Ангва и капитан Моркоу из Городской стражи, а также «Нищая братия» — группа бродяг, к которым он примкнул. Со стороны может показаться, что он принадлежит одному из нищих — Старикашке Рону, но на самом деле в данной паре роль хозяина исполняет пес. Действующий персонаж в следующих книгах: - «К оружию! К оружию!» - «Движущиеся картинки» - «Ноги из глины» - «Пятый элефант» - «Правда» |         |      |                          |              |                    |
| |         |      |                          |              |                    |
| Грибо (англ. Greebo) | мужской | кот  |                          | Ланкр        | нет                |
| Грибо — любимый и единственный кот Гиты Ягг, ведьмы из Ланкра. Когда-то Грибо был очаровательным дымчато-серым котёнком. В настоящее время он превратился в огромного и вонючего котяру, покрытого грязно-серой шерстью с невообразимым количеством шрамов. Те штуки, которые остались у него на голове, могут быть названы ушами только формально, поскольку другого слова для них просто не существует. Единственный видящий глаз Грибо (левый) — янтарно-жёлтый, второй глаз — белый. Всем своим видом Грибо демонстрирует, что он не просто кот, но кот разумный. А ещё от него исходит запах, который может прошибить стену и вызвать раздражение носовых рецепторов даже у мертвой лисицы. Подлый, ленивый, прожорливый, неимоверно агрессивный и сексуально озабоченный кот. Хотя все остальные обращаются к нему исключительно как «анупшелотсюдажирнаясволочь!», для Нянюшки Ягг Грибо по-прежнему маленький пушистый котёнок. И он до сих пор спит в её кровати, кроме тех ночей, когда он выходит на поиски еды и развлечений, а его привычка нежно выцарапывать Нянюшке глаза по утрам, действует лучше любого будильника. Единственный человек, которого Грибо слушается — это его хозяйка. Грибо-человек В книге «Ведьмы за границей» Нянюшка и её подруга Матушка Ветровоск заколдовали Грибо, превратив его в человека. После этого опрометчивого поступка, Грибо приобрел неконтролируемую способность принимать человеческий облик, когда попадает в ситуацию, с которой не может справиться в кошачьей форме. Это означает, что ко всем его проблемам добавляется проблема поисков штанов. В человеческом облике сохраняет все особенности своего характера, но приобретает «сальную, дьявольскую сексуальность». Грибо—человек — это высокий, широкоплечий мужчина с великолепно развитой мускулатурой. У него длинные бакенбарды, грива черных волос и сломанный нос. Его невидящий глаз скрыт под чёрной пиратской повязкой. Его внешность несколько портит постоянно озабоченное выражение лица. Он обнаружил, что множество вещей, которые он спокойно проделывал, будучи котом, причиняют ему массу неприятностей, когда он пытается сделать их в человеческом облике. Действующий персонаж в следующих книгах: - «Вещие сестрички» - «Ведьмы за границей» - «Дамы и господа» - «Маскарад» - «Carpe Jugulum. Хватай за горло» - «Господин Зима» |         |      |                          |              |                    |

### Иные существа
| Имя | Пол     | Раса   | Род занятий     | Регион       | Роль в экранизации |
| --- | ------- | ------ | --------------- | ------------ | ------------------ |
| Джиамо Казанунда (англ. Giamo Casanunda) | мужской | гном   | авантюрист      |              | нет                |
| Казанунда (в одном из официальных переводов его фамилию перевели как Казанундер) — не совсем обычный гном. Утверждает, что является носителем графского титула, дарованного ему после оказания некоторой таинственной услуги Агатии Скундской. Поскольку Скунд — девственный лес, без населения и правителей, эта история заслуживает некоторого недоверия. Он также утверждает, что является вторым в мире величайшим любовником и первейшим лжецом. На его визитной карточке написано: «Второй в мире величайший любовник. Великолепный фехтовальщик. Неимоверный лжец. Солдат удачи. Ремонт стремянок» У Казанунды внешность типичного гнома. Его рост — чуть больше метра (3 фута и 9 дюймов). Но Казанунда предпочитает носить людскую одежду, отдавая предпочтение парикам, шелкам и кружеву. Он избегает традиционных одежд своего народа, так как они абсолютно не куртуазны. К тому же он открыто проявляет и всячески подчеркивает свою сексуальность. Известно, что в любовных делах он по-гномьи скрупулезен и тщателен, что в значительной мере и приносит ему успех. Он состоит в романтических — но, скорее, платонических — отношениях с Гитой Ягг. Действующий персонаж в следующих книгах: - «Мрачный Жнец» - «Ведьмы за границей» - «Дамы и господа» - «Carpe Jugulum. Хватай за горло» |         |        |                 |              |                    |
| |         |        |                 |              |                    |
| Игорь (англ. Igor) | мужской | Игорь  | слуга, хирург   | Убервальд    | нет                |
| Игорь — персонажи Терри Пратчетта из цикла Плоский мир. В основе этого персонажа, вернее персонажей, лежат Чудовище Франкенштейна Мэри Шелли и горбатые помощники безумных ученых в фильмах Universal Studios и Hammer Film Productions. Игори — члены особого клана прислуги в Убервальде. Большинство Игорей имеют многочисленные шрамы, для них это не столько последствия лечения, сколько клановые отметки. Все мужчины клана традиционно шепелявят, хотя и могут говорить без акцента, но стараются придерживаться образа. По некоторым причинам, о которых лучше не упоминать, они обладают невероятной привлекательностью для женского пола. Их дочери, Игори́ны, обычно отличаются красотой. Женщины клана стараются не выставлять напоказ слишком заметные шрамы, но они обладают всеми способностями, как и мужчины. Игорины также предпочитают меньше шепелявить. Игори обычно рождаются нормальными, но благодаря традиционной клановой хирургии, к тому времени, когда они становятся взрослыми, многие части их тела взаимозаменяются. Когда Игори получают неизлечимые повреждения («что довольно труднодостижимо с людьми, у которых есть запасное сердце и громоотвод на спине»), они обычно «разбираются на запчасти». Функционирующие части их тел раздаются тем, кто в них нуждается, а мозги консервируются до тех времен, когда другой Игорь найдет пациента с черепно-мозговой травмой или сконструирует подходящее тело из имеющихся в наличии частей. Игорь всегда готов оказать услугу любому, кто нуждается в ней. Хотя его основными работодателями являются прежде всего сумасшедшие ученые и высший класс Убервальда (вампиры и оборотни), в последнее время все больше Игорей находят работу за пределами Убервальда. Они очень широко востребованы как хирурги. У Игорей существует традиция, согласно которой любой, получивший помощь от Игоря, должен предоставить свои органы местному Игорю после смерти. Девиз клана: «Все возвращается на круги своя». Кроме хирургии, Игори весьма увлекаются тем, что они называют «био-мастерством» (своего рода сверхъестественная генная инженерия, выполняемая «очень маленькими стежками»). Они создают домашних питомцев, сделанных из разных видов животных, а также разводят овощи, способные наброситься на вас в темноте. Они обладают странной способностью всегда оказываться у вас за спиной, как только вы позовете их, и прямо у двери, как только вы постучите в неё. Они также способны незаметно оказаться в комнате, которую они только что покинули через дверь (пародия на ляпы в старых фильмах ужасов). Все Игори неукоснительно подчиняются своему Кодексу: - Никогда не противоречить. - Никогда не жаловаться. - Никогда не переходить на личности. - Никогда в жизни не задавать вопросы. - Никогда не смазывать двери. В настоящее время Игори образовали агентство «Мы — Игори» (Протянем Руку, Когда Потребуется), чья штаб-квартира находится в Bad Schuschein (Убервальд). Наиболее известные Игори Плоского мира: - Игорь, слуга семьи де Магпир. - Игорь из посольства Анк-Морпорка. - Игорь, слуга Джереми Часовщика. - Игорь, слуга Леди Марголотты. - Игорь, слуга семьи фон Убервальд. - Игорь в Городской Страже. - Игорина, доброволец в Монстрячем Взводе. - Игорь Интересные факты - Не все Игори на Плоском мире принадлежат этому клану. Например, бармен в «Заупокое», баре в Анк-Морпорке, тоже Игорь, но он не шепелявит, у него нет шрамов. Впрочем, человек ли он, неизвестно. - По-английски это имя обычно произносится как «айгорь», однако, в мини-сериях «Путеводителя по Анк-Морпорку и Плоскому миру», снятых телекомпанией Skyone по случаю выхода телефильма «Цвет волшебства», актёры говорят «игорь». |         |        |                 |              |                    |
| |         |        |                 |              |                    |
| Рубина (англ. Ruby) | женский | троль  | певица          | Анк-Моркпорк | нет                |
| Рубина — тролль-певица. Похожа на огромную статую богини плодородия, какие в эпоху неолита вытёсывали из камня древние люди. Но ещё больше она похожа на симпатичную каменную горку. Ей примерно сто сорок лет, что не слишком много для тролля, учитывая, что в некотором роде они и не умирают полностью. В этом возрасте тролли-мужчины решают, что им пришла пора остепениться, а тролли-женщины начинают задумываться о биологических или, в данном случае, геологических часах. Рубина работала певичкой в баре в Голывуде, где встретилась с Детритом. Вскоре после встречи между ними завязались романтические отношения. Именно под её влиянием, Детрит стал первым троллем, вступившим в Городскую стражу. Действующий персонаж в следующих книгах: - «Движущиеся картинки» - «Роковая музыка» - «Шмяк!» |         |        |                 |              |                    |
| |         |        |                 |              |                    |
| Сундук (англ. The Luggage) | мужской | сундук | походный сундук |              | нет                |
| Сундук — большой, кованый железом сундук, сделанный из древесины груши разумной (англ. Sapient pearwood) (магическое разумное растение, практически исчезнувшее с лица Плоского мира, невосприимчивое к магии; растёт лишь в нескольких местах вне Агатовой Империи). При необходимости может передвигаться на сотнях своих маленьких ножек. Он является как сундуком, так и телохранителем своего хозяина, против которого лучше не совершать никаких угрожающих действий. Сундук свирепо охраняет своего хозяина и обладает смертоносным характером, во всех книгах убивая или поедая нескольких людей или монстров (сюда же стоит включить и выволакивание акул на берег и прыганье по ним). Его рот, который часто видят те, кого он собирается поглотить, обладает «множеством больших квадратных белых, точно явор, зубов и языком из красного дерева». Внутреннее содержание Сундука не страдает от его внешних изменений, и тому существуют доказательства: даже если он только что поглотил очередного монстра, в следующий раз, когда он откроется, владелец обнаружит лишь своё белье, чисто выстиранное и выглаженное. Хотя у него есть замочная скважина, его невозможно открыть, если он находится в замкнутом расположении духа. Одной из черт Сундука является его способность следовать за своим хозяином повсюду, включая и места вроде Октаво, за край Диска и Владения Смерти. Как и любой багаж, он постоянно теряется, и ему приходится выслеживать своего хозяина. Впервые Сундук появляется в «Цвете волшебства» и принадлежит туристу Двацветку. В «Безумной звезде», когда Двацветок решает вернуться домой, он отдаёт его Ринсвинду, и тот следует за волшебником в остальных книгах. Двацветок говорит, что купил его в лавке, попросив «сундук для путешествий» — и, в общем-то, это он и получил, ведь «сундук для путешествий» и «путешествующий сундук» по-английски звучат одинаково. Когда Ринсвинд, наконец, оказывается на Противовесном континенте, родине Двацветка, он встречает множество подобных сундуков, путешествующих со своими хозяевами. В той же книге «Интересные времена» Сундук обзаводится женой и детьми. Происхождение персонажа В начале «Посоха и шляпы» Пратчетт пишет, что идея Сундука пришла к нему, когда он увидел американскую туристку, тащившую за собой клетчатый чемодан на дюжине колёсиков, который двигался так, будто обладал собственной жизнью. Однако, в «Искусстве Плоского мира», он также утверждал, что Сундук появился на основе существа из ролевой игры «Dungeons & Dragons», модификацию которой он проектировал. Пратчетт наделил Сундук свойством неожиданно исчезать со всеми вещами, и возвращаться пустым. Это существо с точностью выполняло только то, что ему было приказано. |         |        |                 |              |                    |
| |         |        |                 |              |                    |
| Хризопраз (англ. Chrysoprase) | мужской | троль  | гангстер        | Анк-Моркпорк | нет                |
| Хризопраз — гангстер, один из наиболее приспособившихся к жизни большого города троллей. Хризопраз полностью перешёл на людскую манеру одеваться — он носит настоящие костюмы вместо традиционных набедренных повязок и лишайников, а также галстук с бриллиантовой булавкой, сделанной из зубов тех троллей, кто имел несчастье не угодить ему. Впервые упоминается в книгах как главарь банды уличных троллей и вымогатель. Но в дальнейшем Хризопраз делает внушительную карьеру. Становится владельцем троллийского ночного клуба «Пещера» и отеля «Гритц». Ходят слухи, что он является Крестным отцом Брекчии (англ. Breccia) — организованном преступном троллийском синдикате. Так же говорят, что он один из самых крупных поставщиков слаба (троллийского наркотика), хотя сам он заявляет, что отошёл от дел и предпочитает оказывать финансовые услуги вполне законным путём. Он считает, что проявлять насилие самому — это дикость, но платить другим за её проявление — это цивилизация. Он также является главой Кремниевой анти-клеветнической лиги (англ. Silicon Anti-Defamation League) — общественной организации, призванной следить за различными проявлениями дискриминации троллей другими расами. Самое первое упоминание о Хризопразе относится к книге «Безумная звезда», где он входит в число группы троллей, которые согласно легенде должны помочь волшебнику Ринсвинду. Один из персонажей настольной игры «Плоский мир: Анк-Морпорк» (англ. Discworld: Ankh-Morpork). |         |        |                 |              |                    |